# Chrysozephyrus hisamatsusanus
Chrysozephyrus hisamatsusanus är en fjärilsart som beskrevs av Nagami och Ishiga 1937. Chrysozephyrus hisamatsusanus ingår i släktet Chrysozephyrus och familjen juvelvingar. Inga underarter finns listade i Catalogue of Life.